# Lindley Miller Garrison

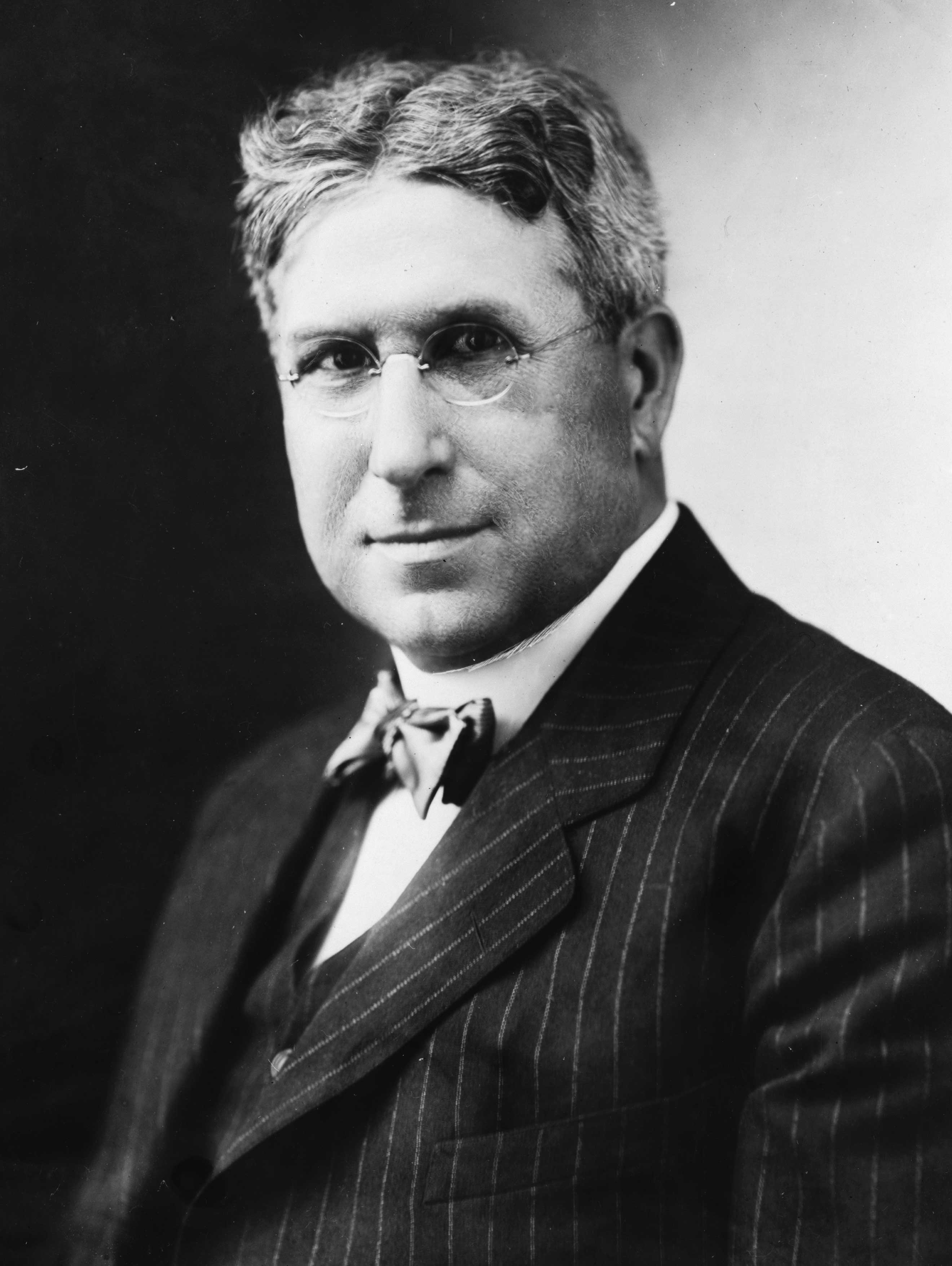
Lindley Miller Garrison

Lindley Miller Garrison (* 28. November 1864 in Camden, New Jersey; † 19. Oktober 1932 in Seabright, New Jersey) war ein Rechtsanwalt aus New Jersey und Kriegsminister unter U.S. Präsident Woodrow Wilson zwischen 1913 und 1916.

## Werdegang
Garrison wurde in Camden, New Jersey geboren und besuchte auch die öffentliche Schule dort, sowie die Protestant Episcopal Academy in Philadelphia, Pennsylvania. Er studierte an der Phillips Exeter Academy ein Jahr Jura, bevor er auf die Harvard University wechselte von 1884 bis 1885. Garrison studierte Jura in der Redding, "Jones & Carson"-Kanzlei in Philadelphia, erhielt ein rechtswissenschaftliches Diplom von der University of Pennsylvania und wurde 1886 als Anwalt zugelassen. Er praktizierte in Camden von 1888 bis 1898 als Rechtsanwalt und wurde 1899 Partner in der Kanzlei von Garrison, McManus & Enright in Jersey City. Garrison heiratete Margaret Hildeburn 1900. Von 1904 bis 1913 wurde Garrison stellvertretender Richter in New Jersey, wo auf ihn Gouverneur Woodrow Wilson aufmerksam wurde.
Vom 5. März 1913 bis zum 10. Februar 1916 diente Garrison als Kriegsminister in der Regierung Wilson. Garrison und Wilson passten nie gut zusammen. Garrison war viel bereiter, militärisch in Übersee einzugreifen, als es der Präsident war. Dies wurde insbesondere in Hinsicht auf Mexiko klar. Garrison drängte auf eine amerikanische Intervention in der mexikanischen Revolution, um die Ordnung wiederherzustellen. Während der Bereitschaftskampagne von 1916, als Wilson versuchte, den Kongress zu überzeugen, die militärischen Ausgaben aufzustocken, unterstützte Garrison einen Plan für die Erweiterung des US-Militärs mit dem, was er den Continental Army Plan nannte. Garrisons Plan hätte ein stehendes Heer von 140.000 Mann und nationale, freiwillige Reservistentruppen von 400.000 Mann bedeutet. Wilson gab dem Plan anfänglich laue Rückendeckung, bis Garrison zur Opposition wechselte, die jedoch glaubte, dass sein Plan zu weit gehe, so ein großes stehendes Heer zu schaffen, wobei er der Meinung war, dass dieses nicht weit genug gehe. Wilson wurde von seinen Bündnisgenossen im Kongress überzeugt, einen Alternativplan zu unterstützen, der nicht Garrisons nationale Freiwilligentruppen einschloss, aber eine anhaltende Rolle der staatlichen Nationalgarden. Garrison trat im Februar 1916 wegen dieser Differenzen zurück.
Nachdem Garrison die Regierung Wilson verlassen hatte, begann er wieder als Rechtsanwalt in der Kanzlei von Hornblower, Miller & Garrison zu praktizieren. Er wurde im Dezember 1918 zum Konkursverwalter von der Brooklyn Rapid Transit Company bestellt und war es bis zum Juni 1923.
Garrison verstarb 1932 in Seabright, New Jersey.

## Biographie
- Army biography
- Lindley Miller Garrison im Miller Center of Public Affairs der University of Virginia (englisch)

| Personendaten    | Personendaten                   |
| ---------------- | ------------------------------- |
| NAME             | Garrison, Lindley Miller        |
| KURZBESCHREIBUNG | Rechtsanwalt und Kriegsminister |
| GEBURTSDATUM     | 28. November 1864               |
| GEBURTSORT       | Camden, New Jersey              |
| STERBEDATUM      | 19. Oktober 1932                |
| STERBEORT        | Seabright                       |